# Shahin Abdulrahman
Shahin Abdalla Abdelrahman Shaheen Almaazmi, noto semplicemente come Shahin Abdulrahman (in arabo شاهين عبد الرحمن‎?; 16 novembre 1992), è un calciatore emiratino, difensore dello Sharjah e della nazionale emiratina.

## Carriera

### Club
Ha giocato nella prima divisione emiratina.

### Nazionale
Nel 2019 ha esordito nella nazionale emiratina.

## Palmarès

### Club

#### Competizioni nazionali
- UAE Arabian Gulf League: 1

Sharjah: 2018-2019
- UAE Super Cup: 2

Sharjah: 2019, 2022
- Coppa del Presidente degli Emirati Arabi Uniti: 1

Sharjah: 2022-2023

#### Competizioni internazionali
- AFC Champions League Two: 1

Sharjah: 2024-2025